# 1000 meter (atletiek)
De 1000 m is een incourante middellange afstand, behalve voor mannelijke indoor meerkampers en de jeugd tot 14 jaar. Voor de meerkampers is de 1000 m het afsluitende onderdeel van de zevenkamp. Bij de pupillen en junioren D is de 1000 m het langste onderdeel op de atletiekbaan, in opbouw naar langere afstanden.

## Opbouw 1000 m
De 1000 m is een afstand die vaak zo hard gelopen wordt, dat het lijkt alsof de atleten sprinten. Op de 1000 m wordt staand achter één lijn gestart. Over het algemeen wordt de 1000 m door atleten gelijkmatig gelopen. Ook komt het voor dat de eerste 400 m zo'n 1 à 2 seconde sneller wordt gelopen dan de gemiddelde rondetijden, of dat er langzaam wordt gestart en de wedstrijd resulteert in een sprint die op 300 à 200 m voor de finish wordt ingezet. Op grote wedstrijden worden tempomakers ingezet die de winnaar naar een snelle tijd moeten loodsen.
Het wereldrecord bij de mannen is in handen van de Keniaan Noah Ngeny (2.11,96) en werd in 1999 gelopen.

## Top tien aller tijden

### Mannen
| Rang | Tijd    | Atleet               | Land                | Datum            | Plaats            |
| ---- | ------- | -------------------- | ------------------- | ---------------- | ----------------- |
| 1    | 2.11,96 | Noah Ngeny           | Kenia               | 5 september 1999 | Rieti             |
| 2    | 2.12,18 | Sebastian Coe        | Verenigd Koninkrijk | 11 juli 1981     | Oslo              |
| 3    | 2.12,88 | Steve Cram           | Verenigd Koninkrijk | 9 augustus 1985  | Gateshead         |
| 4    | 2.13,08 | Taoufik Makhloufi    | Algerije            | 1 juli 2015      | Tomblaine         |
| 5    | 2.13,49 | Ayanleh Souleiman    | Djibouti            | 25 augustus 2016 | Lausanne          |
| 6    | 2.13,56 | Kennedy Kimwetich    | Kenia               | 17 juli 1999     | Nice              |
| 7    | 2.13,62 | Abubaker Kaki Khamis | Soedan              | 3 juli 2010      | Eugene            |
| 8    | 2.13,73 | Noureddine Morceli   | Algerije            | 2 juli 1993      | Villeneuve-d'Ascq |
| 9    | 2.13,88 | Jake Wightman        | Verenigd Koninkrijk | 10 augustus 2022 | Monaco            |
| 10   | 2.13,89 | Robert Kiptoo Biwott | Kenia               | 25 augustus 2016 | Lausanne          |

Bijgewerkt: 18 augustus 2022

### Vrouwen
| Rang | Tijd    | Atleet                 | Land                           | Datum            | Plaats  |
| ---- | ------- | ---------------------- | ------------------------------ | ---------------- | ------- |
| 1    | 2.28,98 | Svetlana Masterkova    | Rusland                        | 23 augustus 1996 | Brussel |
| 2    | 2.29,15 | Faith Kipyegon         | Kenia                          | 14 augustus 2020 | Monaco  |
| 3    | 2.29,34 | Maria Mutola           | Mozambique                     | 25 augustus 1995 | Brussel |
| 4    | 2.30,6  | Tatjana Providokhina   | Sovjet-Unie                    | 20 augustus 1978 | Podolsk |
| 5    | 2.30,67 | Christine Wachtel      | West-Duitsland                 | 17 augustus 1990 | Berlijn |
| 6    | 2.30,70 | Caster Semenya         | Zuid-Afrika                    | 2 september 2018 | Berlijn |
| 7    | 2.30,82 | Laura Muir             | Verenigd Koninkrijk            | 14 augustus 2020 | Monaco  |
| 8    | 2.30,85 | Martina Kämpfert-Steuk | Duitse Democratische Republiek | 9 juli 1980      | Berlijn |
| 9    | 2.31,06 | Ciara Mageean          | Ierland                        | 14 augustus 2020 | Monaco  |
| 10   | 2.31,11 | Jemma Reekie           | Verenigd Koninkrijk            | 14 augustus 2020 | Monaco  |

Bijgewerkt: 18 oktober 2022

## Continentale records (outdoor)
| Continent                | Geslacht | Prestatie      | Atleet              | Land | Datum             | Plaats       |
| ------------------------ | -------- | -------------- | ------------------- | ---- | ----------------- | ------------ |
| Afrika                   | M        | 2.11,96 (WR)   | Noah Ngeny          | KEN  | 5 september 1999  | Rieti        |
| Afrika                   | V        | 2.29,34        | Maria Mutola        | MOZ  | 25 augustus 1995  | Brussel      |
| Noord- en Midden-Amerika | M        | 2.13,9         | Rick Wohlhuter      | USA  | 30 juli 1974      | Oslo         |
| Noord- en Midden-Amerika | V        | 2.31,80        | Regina Jacobs       | USA  | 3 juli 1999       | Brunswick    |
| Zuid-Amerika             | M        | 2.14,09        | Joaquim Cruz        | BRA  | 20 augustus 1984  | Nice         |
| Zuid-Amerika             | V        | 2.32,25        | Letitia Vriesde     | SUR  | 10 september 1991 | Berlijn      |
| Azië                     | M        | 2.14,72        | Yusuf Saad Kamel    | BRN  | 22 juli 2008      | Stockholm    |
| Azië                     | V        | 2.40,53        | Zhao Jing           | CHN  | 2 september 2014  | Changbaishan |
| Europa                   | M        | 2.12,18        | Sebastian Coe       | GBR  | 11 juli 1981      | Oslo         |
| Europa                   | V        | 2.28,98 (WR)   | Svetlana Masterkova | RUS  | 23 augustus 1996  | Brussel      |
| Oceanië                  | M        | 2.16,09        | Jeffrey Riseley     | NZL  | 17 juni 2014      | Ostrava      |
| Oceanië                  | V        | 2.36,96 (ind.) | Toni Hodgkinson     | NZL  | 6 februari 2000   | Boston       |

Bijgewerkt tot 3 september 2017